# オオベニハゴロモ
オオベニハゴロモ (学名:Phromnia rosea) とは、マダガスカルの乾燥した熱帯林に生息する、カメムシ目アオバハゴロモ科のハゴロモの一種。成虫は集団を作って行動し、その集団は花弁のような形をしている。
成虫は赤色の広い翅を持ち、その翅をテントのように垂直に立てて体全体を隠す。若虫には翅がないが動き回ることはでき、また、身を守るために薄く白いろう状物質で覆われており、巻きひげ状の飾り翅が生えている。ろう状物質の膜は飾り翅にも至る。他の科の虫と同様、成虫・幼虫のどちらも、口で樹皮に穴を開けて、師部から樹液を吸って食べる。成虫は動きが活発であり、邪魔されると飛び跳ねることもある 。

## 食物連鎖
オオベニハゴロモは、Elachyptera minimiflora (ニシキギ科の種子植物の一種) を食べる。ニシジカッコウ (Coua coquerelii) は、若虫が大量に出す甘露を食べる。